# يان كافان

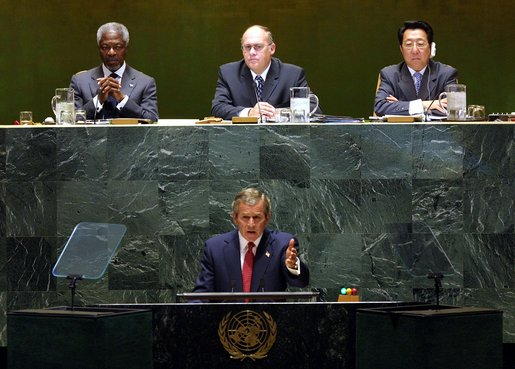
يان كافان رئيسًا للجمعية العامة للأمم المتحدة وأسفله رئيس الولايات المتحدة جورج دبليو بوش.

يان كافان (بالإنجليزية: Jan Kavan) هو سياسي ودبلوماسي تشيكي سابق. شغل منصب رئيس رئيسًا الجمعية العامة للأمم المتحدة للفترة 2002-2003.
ولد في 17 أكتوبر 1946 في لندن حيث كان والده بافل كافان دبلوماسيا تشيكوسلوفاكياً سابقا أيضا.

## روابط خارجية
- يان كافان على موقع IMDb (الإنجليزية)
- يان كافان على موقع مونزينجر (الألمانية)
- يان كافان على موقع قاعدة بيانات الفيلم (الإنجليزية)